# Burntwood
Burntwood is een civil parish in het bestuurlijke gebied Lichfield, in het Engelse graafschap Staffordshire. De plaats telt 26.049 inwoners.

## Geboren
- Alan Wiley (1960), Engels voetbalscheidsrechter